# Robert Schenkkan
Robert Schenkkan (Chapel Hill, 19 de março de 1953) é um dramaturgo e roteirista estadunidense. Além de seus trabalhos cinematográficos, destaca-se por seus roteiros teatrais, que já lhe rendeu o Prémio Pulitzer de Teatro por The Kentucky Cycle e All the Way.

## Filmografia
- Pump Up the Volume (1990)
- Crazy Horse (1996)
- The Quiet American (2002) (2002)
- Spartacus (2004)
- The Andromeda Strain (2008)
- The Pacific (2010)
- All the Way (2016)
- Hacksaw Ridge (2016)